# Ainusparv
Ainusparv (Emberiza personata) är en östasiatisk fågelart i familjen fältsparvar inom ordningen tättingar. Den behandlas traditionellt behandlad som underart till gråhuvad sparv (E. spodocephala) men urskiljs allt oftare som egen art.

## Kännetecken

### Utseende
"Masksparven" är en 13,5–16 lång fältsparv, lik gråhuvad sparv men ändå distinkt och i alla dräkter mycket ljusare. Adult hane är också svart vid näbbroten men hjässa, nacke och örontäckare är mer olivgröna. Strupe, bröst och undersida är kraftigt mörkstreckad på ljusgul botten, och den uppvisar ofta ett smalt olivgrått strupsidstreck och gult submustaschstreck. Vingpennorna är snarare mörkbruna än svarta, som hos gråhuvad sparv, och vingbanden är vita.

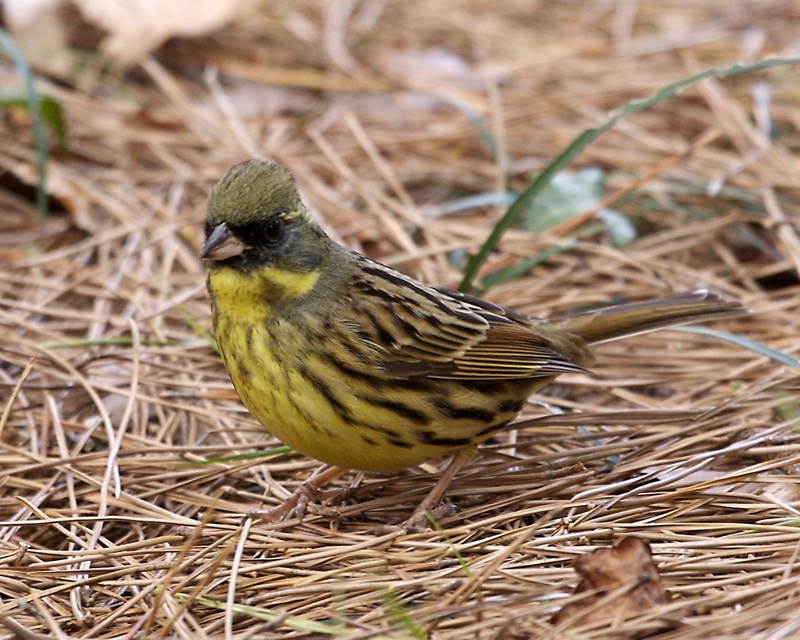
Hane.

Adult hona och hane personata är mer lika varandra än hos nominatformen. Honan saknar dock det svarta vid näbbasen, är vitare på undersidan och är överlag ofta något ljusare än hanen. Näbben är också gråare än hanens som är mer rosa.

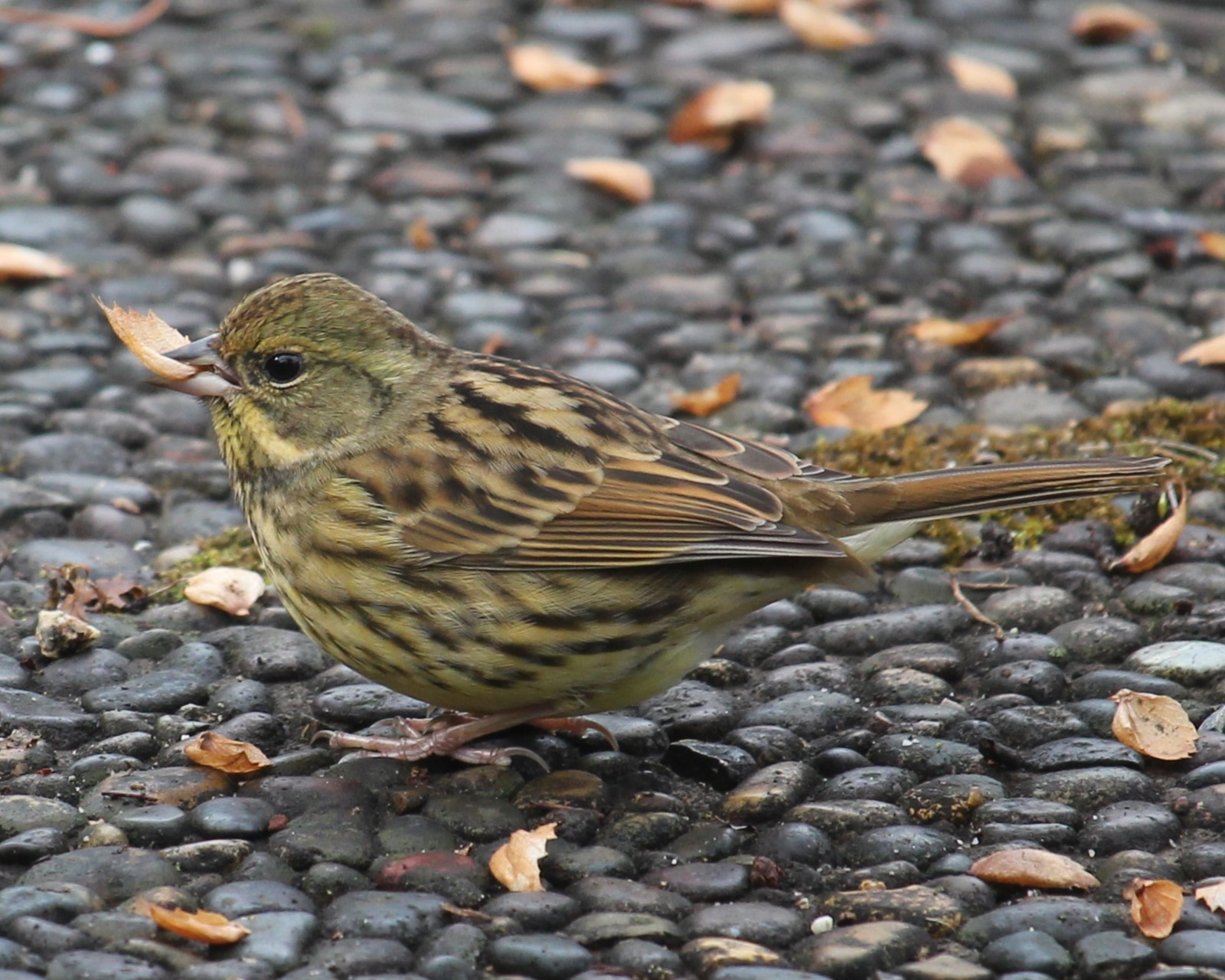
Hona.

### Läten
Sången är lik gråhuvad sparv, men urskiljbar, något långsammare och mer uppdelad, beskriven i engelsk litteratur som "tsip-chee-tree phirrr" eller "choppichott pi chiriri". Lätet är ett hårt och forcerat "tsip" eller "jit".

## Utbredning och systematik
Fågeln häckar från Sachalin och södra Kurilerna till Honshu i Japan. Vintertid förekommer den söderut till Ryukyuöarna. Den behandlas som monotypisk, det vill säga att den inte delas in i några underarter.

### Artstatus
Ainusparven betraktas traditionellt som en underart av gråhuvad sparv (Emberiza spodocephala). Sedan 2016 urskiljs den dock som egen art av Birdlife International och IUCN baserat dels på avvikande utseende och läten, dels studier som visar på att den är genetiskt distinkt. 2021 följde tongivande International Ornithological Congress efter,  och även svenska BirdLife Sverige urskiljer den numera som egen art.

### Släktestillhörighet
Gråhuvad sparv (och därmed ainusparven) placeras traditionellt i släktet Emberiza, men vissa auktoriteter delar upp detta i flera mindre släkten. Ainusparven förs då tillsammans med exempelvis sävsparv och videsparv till Schoeniclus.

## Levnadssätt
Ainusparven häckar i blandskog, dock huvudsakligen i lövskog, i låglänta områden och floddalar upp till medelhöga bergstrakter. Vintertid ses den i skog och skogskanter, buskmarker, parker, trädgårdar och jordbruksbygd, framför allt i områden med tillgång på dvärgbambu. I en studie av flodnära skog i Japan fann man att adulta fåglar mestadels levde av små, vattenlevande insekter. Den häckar från maj till juli i ett bo som enbart honan bygger. Det består av mjukt och torrt gräs, fodras med hår och placeras på marken eller lågt i en buske eller ört.

## Status och hot
Arten har ett stort utbredningsområde och en stor population med stabil utveckling och tros inte vara utsatt för något substantiellt hot. Utifrån dessa kriterier kategoriserar internationella naturvårdsunionen IUCN arten som livskraftig (LC).